# Eurycyde muricata
Eurycyde muricata is een zeespin uit de familie Ascorhynchidae. De soort behoort tot het geslacht Eurycyde. Eurycyde muricata werd in 1995 voor het eerst wetenschappelijk beschreven door Child. 